# Un singe en Isère
Ne doit pas être confondu avec Un singe en hiver.
 (juillet 2025).
Motif : Une seule source, www.plume-libre.com (mais le lien renvoie vers le site, pas sur la présentation du roman, et l'archive est inaccessible), avec une notoriété inconnue. Le bandeau réclamant un sourçage est apposé depuis avril 2013.
- Archive Wikiwix
- Bing
- Cairn
- DuckDuckGo
- E. Universalis
- Gallica
- Google
- G. Books
- G. News
- G. Scholar
- Persée
- Qwant
- (zh) Baidu
- (ru) Yandex
- (wd) trouver des œuvres sur Wikidata

| 1. | Préciser le motif de la pose du bandeau. | Précisez le motif de la pose du bandeau en utilisant la syntaxe suivante : {{admissibilité à vérifier\|date=juillet 2025\|motif=remplacez ce texte par le motif}}                      |
| 2. | Informer les utilisateurs concernés.     | Pensez à avertir le créateur de l'article, par exemple, en insérant le code ci-dessous sur sa page de discussion : {{subst:avertissement admissibilité à vérifier\|Un singe en Isère}} |

 (avril 2013).
Si vous disposez d'ouvrages ou d'articles de référence ou si vous connaissez des sites web de qualité traitant du thème abordé ici, merci de compléter l'article en donnant les références utiles à sa vérifiabilité et en les liant à la section « Notes et références ».
Un singe en Isère est un roman policier paru en 2010 écrit par Marin Ledun, dans lequel « le Poulpe » est l'enquêteur et le personnage principal. Dans ce récit l'auteur a voulu évoquer un fait divers qui l'a particulièrement touché qui s'est passé à l'occasion de la construction du stade de Grenoble. L'écrivain dénonce la corruption et l'injustice. 

## Les personnages
- Gabriel Lecouvreur, le Poulpe, personnage central (de la série de romans qui porte le même nom), solitaire, âgé de 52 ans, qui critique sans cesse Noël et ses fêtes de famille, parce qu’il est orphelin. Il se caractérise par ses idées libertaires et son goût pour l’alcool.
- José, fils d’Alain Sabrecci, suspecté du meurtre de Judith, militant écologiste qui a manifesté dans les rues lors de la construction du stade.
- Juge Boyer, qui a arrêté les travaux du chantier.
- Juge Pacca, relanceur des travaux de construction, et bénéficiaire des pots de vin de la société Valetti.
- Sophie Constantini, employée dans une baraque à frites, amie de Gabriel tout au long du livre.
- Judith, retrouvée morte au milieu du stade dans la soirée. José qui aperçoit le corps sur un tas de pierre est accusé immédiatement par la police.
- Mathilde, meilleure amie de Judith, mère d'un fils qui se prénomme Baba, au chômage, et dormant dans une tente dans un coin du parc, brune aux cheveux bouclés, et aux ses yeux d’un bleu profond.
- Vincent, chef du chantier, très bagarreur, se bat avec Gabriel  lors d’une altercation dans son bureau, et homme de main de Valetti.
- Jean Baptiste, ami de José, étudiant à l’université de Grenoble, militant écologiste, que Vincent a tenté de tuer chez lui.
- Michel  Vanier, ami fidèle de Gabriel et Alain (rencontrés tous les trois au lycée), comptable, vivant avec sa femme à Grenoble, se battant pour la libération de José et son réconfort.
- Simon Vix, ouvrier travaillant sur le chantier du stade dans le centre-ville de Grenoble, porté disparu, et qui a enlevé Mathilde pour la protéger de ses ravisseurs.

## Résumé

### Prologue
Judith est une jeune SDF qui vit avec son amie Mathilde. Celle-ci cherche son amie qui a disparu depuis cinq jours. Elle ne la retrouve pas. En suivant toujours les traces de Mathilde, elle se fait kidnapper par deux hommes qui ont tenté de la violer et un des deux la tue.

### Chapitre 1
Gabriel Lecouvreur reçoit un appel de son ami Michel qui lui propose de venir à Grenoble. Gabriel hésite avant d’accepter, puis prend le train pour le rejoindre. Il s’endort dans le transport, quand il se réveille, il n’y a plus personne sur le quai. Il retrouve son ami, qui lui explique que Judith est morte et que José est en garde à vue car il est soupçonné de meurtre. Michel et Gabriel vont rendre visite à Alain.

### Chapitre 2
Michel se rend à l’hôtel en compagnie de Gabriel. En novembre deux jeunes Grenoblois ont décidé de monter dans les arbres qui vont être abattus. Des cabanes sont construites le temps de créer un événement médiatique. Le Poulpe se dirige vers un groupe de SDF et demande des informations. Il apprend que Judith et José n’étaient pas réellement ensemble et qu’elle était avec une certaine Mathilde. Le Poulpe se rend dans le refuge de Judith et Mathilde.

### Chapitre 3
Le Poulpe se demande pourquoi les affaires de Judith se sont retrouvées chez José. Il part au parc Paul Mistral pour obtenir des informations. Il discute avec un dénommé Jean-Baptiste, un ami de José. Celui-ci décrit un certain Simon Vix, Gabriel part à sa recherche et obtient des renseignements sur le meurtre de Judith. Pour trouver une piste, le Poulpe entre dans l’un des mobil-homes présents sur le chantier où il trouve une copie d’un courrier officiel du tribunal administratif annonçant l’arrêt des travaux. À ce moment-là un homme entre et se précipite sur lui, Gabriel s’échappe en blessant ce dernier. Il aperçoit Jean-Baptiste et Simon se disputant devant la patinoire sur  un parking. Simon claque la porte de sa voiture et laisse Jean-Baptiste seul.

### Chapitre 4
Jean-Baptiste et Gabriel arrivent dix minutes plus tard place Victor-Hugo, et le Poulpe suit le jeune étudiant jusqu’à l’université. Le Poulpe l’attend dans une baraque à frites où il fait connaissance de Sophie qui travaille dans ce snack. Quand Jean-Baptiste sort du campus, il ne se sent pas très bien, Vincent se dirige vers lui et l’emmène dans la résidence du Condillac. Gabriel les suit mais il les perd de vue. Quand il retrouve l’étudiant, ce dernier est inconscient. Le Poulpe parvient à le réveiller, Jean-Baptiste a été drogué, Gabriel l’emmène chez le médecin. Lorsque  le Poulpe se rend sur le chantier du stade avec la voiture de Miche, il croise le Colosse. Les deux hommes se battent, Gabriel réussit à s’enfuir, mais se fait rattraper par Vincent.

### Chapitre 5
Le Poulpe se réveille dehors, blessé, Vincent lui a tout volé. Gabriel retrouve la voiture, rentre chez Michel et tous deux discutent de José. Michel lui parle du juge Boyer qui a disparu, et Gabriel évoque sa rencontre avec Sophie. Le lendemain le Poulpe se rend au cortège où il suit une femme, avec une banderole, qui lui plaît. Il suit les militants sans rien apprendre sur José. Il se rend à l’appartement de Simon Vix, il n’y a personne, il enfonce la porte et entre. Il visite le studio et découvre que ce dernier n’est pas rentré de chez lui depuis l’histoire devant la patinoire. Gabriel trouve le numéro du Colosse, des habits de Judith et de Mathilde et une photo du petit garçon de cette dernière.

### Chapitre 6
Gabriel prend le tramway et se retrouve devant l’hôtel de ville, une femme le bouscule. Gabriel demande le service qui gère les permis de construire. Il se met à fouiller dans les archives  pendant deux heures. Les archives parlent d’un stade dont la construction a été accordée à la société Valetti en 2003 pour soixante-six  millions d’euros. En sortant de l’hôtel de ville, il appelle le Juge Boyer. Il apprend que Simon Vix a disparu .Le poulpe donne donc rendez-vous au Juge Pacca qui fait partie de la famille de Vincent, mais celui-ci ne le sait pas. Gabriel décide de suivre le Juge et se retrouve devant la maison de Valetti.

### Chapitre 7
Gabriel passe un coup de fil à Michel, mais celui-ci ne répond pas, après plusieurs essais il lui laisse un message .Il se rend dans la maison et tente de trouver des indices mais surtout Simon Vix. Après plusieurs tentatives il ouvre une porte et tombe nez à nez avec Simon, attaché à un radiateur,  mais il n’est pas seul, Mathilde y est aussi. Ils s’enfuient mais se retrouvent face à Valetti qui tire un coup de feu.  A ce moment- là Michel se jette sur Valetti, qui le blesse gravement. Michel se réveille dix heures après à l’hôpital, et grâce à Gabriel, Mathilde a pu récupérer son fils.

### Épilogue
Michel, Gabriel, Sophie et Alain sont  en compagnie d’un homme. Ils changent la plaque de la rue Thiers et quand ils partent remplacer une autre enseigne, la police les surprend et leur enlève le sac où se trouvaient les écriteaux de la rue Thiers dérobés juste avant.

## Les problèmes de société évoqués dans le livre
Dans ce livre, Marin Ledun fait référence au stade de Grenoble (Stade des Alpes) car la construction  de cette enceinte a été très fortement critiquée et mouvementée. En effet celui-ci est situé en plein centre-ville de Grenoble en bordure du parc Paul Mistral ; ce qui entraînera de nombreuses manifestations. Comme le montre le livre,  les éco citoyens protestent pour l'environnement en aménageant des cabanes dans les arbres qui auraient dû être abattus pour permettre la construction du stade. Page 27-28 «  Cela a commencé avec trois écocitoyens grenoblois qui, le 3 novembre 2003, décide de s'installer dans les arbres pour protester contre la construction du stade. Originaires de la région et de plus loin, ces pros de la contestation occupent depuis plus d'un mois leurs cabanes. Acharnement politique qui coûte cher aux contribuables pour les uns et, exercice normal de la démocratie pour éviter de dépenser les deniers publics pour les autres. »